# Кларенбах, Адольф
Адольф Кларенбах (нем. Adolf Klarenbach; около 1500— 28 сентября 1529, Кёльн) — вместе с Петром Флиштеденом был первым потерпевшим за дело Реформации на нижнем Рейне; его сожгли на костре.

## Биография
Адольф Кларенбах родился незадолго до конца XV века на ферме Бушерхоф, в бывшем герцогстве Берг.
После 1523 года учитель Кларенбах стремился распространить принципы Реформации сначала в Мюнстере, а затем в Везеле, за что он был уволен со своего поста Иоанном III, герцогом Клевским. В 1525 году он был изгнан из Оснабрюка, Бюдериха и Эльберфельда также из-за его открытой приверженности учению Мартина Лютера.

### Исполнение приговора
3 апреля 1528 года Кларенбах был заключён в тюрьму на 18 месяцев.
Религиозные власти приговорили Кларенбаха к смерти, он должен был быть сожжён на костре 28 сентября 1529 года за пределами Кёльна.
Последние слова Кларенбаха были следующими:
И когда ты убьёшь меня, ты всё равно не добьешься своего, а у меня будет жизнь вечная. Так что даже эта смерть меня не пугает, потому что я знаю, что Христос победил смерть, дьявола и ад.